# 13 сентября
13 сентября — 256-й день года (257-й в високосные годы) по григорианскому календарю.
До конца года остаётся 109 дней.
До 15 октября 1582 года — 13 сентября по юлианскому календарю, с 15 октября 1582 года — 13 сентября по григорианскому календарю.
В XX и XXI веках соответствует 31 августа по юлианскому календарю.

## Праздники и памятные дни
См. также: Категория:Праздники 13 сентября

### Национальные
- Бразилия:
  - Начинается неделя памяти Революции Фарропилья[2].
  - Национальный день[порт.] алкогольного напитка кашаса[3].
- Мексика — День памяти детей-героев, павших в сражении при Чапультепеке в 1847 году.
- Россия — День программиста в невисокосные годы.
- США — Национальный день[англ.] борьбы с целиакией.

### Религиозные
Православие
- Положение честного пояса Пресвятой Богородицы;
- память священномученика Киприана, епископа Карфагенского (258);
- память святителя Геннадия, патриарха Цареградского (471);
- Собор новомучеников Ясеновацких (1941—1944);
- память священномучеников Александра Любимова, пресвитера, и Владимира Двинского, диакона (1918);
- память священномучеников Михаила Косухина и Мирона Ржепика, пресвитеров (1937);
- память священномученика Димитрия Смирнова, пресвитера (1938).

 Католичество
- Память епископа Армана Ваннского, местночтимого святого.

## События
См. также: Категория:События 13 сентября

### До XX века
- 1333 — первое упоминание о Кафедральном соборе Кёнигсберга.
- 1501 — Микеланджело начал работать над Давидом.
- 1644 — Абердинская битва.
- 1645 — битва при Филипхоу.
- 1736 — основан город Челябинск.
- 1741 — в Российской империи издан указ об ограничении рабочего дня на фабриках 15 часами.
- 1745 — Петербургской академией наук издан первый географический «Атлас Российский».
- 1812 — Отечественная война 1812 года: на совете в Филях принято решение оставить Москву без боя.
- 1838 — на Неве проведены испытания первого в мире электрохода — шлюпки, движимой электрической силой. Двигатель шлюпки, созданный Б. С. Якоби, был питаем от тока батареи, состоявшей из 320 гальванических элементов.
- 1848
  - Во Львовском университете создана кафедра украинского языка.
  - Писатель Н. Гоголь после года паломничества в святые земли поселился в Москве[6].
- 1862 — капрал Бартон Митчелл обнаружил потерянный Специальный приказ 191.

### XX век
- 1902 — в Великобритании впервые в качестве доказательства вины обвиняемого были использованы его отпечатки пальцев с места преступления[7][8].
- 1921 — завершилась битва при Сакарье.
- 1922 — зафиксирован мировой рекорд максимальной температуры воздуха у поверхности Земли. В Эль-Азизии (на территории нынешней Ливии) столбик термометра в тени поднялся до отметки +57,7 °C[9].
- 1929 — английский учёный-бактериолог Александр Флеминг впервые представил публике своё открытие — пенициллин[10].
- 1937 — Азово-Черноморский край разделён на Краснодарский край и Ростовскую область.
- 1940 — Вторая мировая война: вторжение итальянских войск в Египет.
- 1948 — вторжение индийской армии в Хайдарабад.
- 1958 — в Индийском океане, в территориальных водах султаната Оман, столкнулись на полном ходу два танкера с грузом сырой нефти: французский «Фернай Жильбер» и либерийский «Мелика». После сильного удара и последовавших за ним взрывов и пожара оба корабля затонули. Трагедия привела к гибели 21 человека[11].
- 1960 — день рождения бионики (в США состоялся первый симпозиум).
- 1965
  - Совет министров СССР принял постановление о бесплатной выдаче молока рабочим и служащим, занятым на предприятиях с вредными для здоровья условиями труда[12].
  - В США вышел сингл «Yesterday» группы «Битлз».
- 1968 — Албания официально вышла из Организации Варшавского договора (фактически вышла ещё в 1961 году).
- 1980 — крушение на станции Ока. Погибли 30 и получили ранения 58 человек.
- 1983 — в Москве А. Кортнев и В. Пельш создали музыкальную группу «Несчастный случай».
- 1985 — Выпущенная первая часть игры из серии Super Mario Bros. для платформы Famicom.
- 1986 — В США вышел американский мультсериал «Настоящие охотники за привидениями».
- 1991 — президент США Джордж Буш-ст. отказал Израилю в выделении 10 миллиардов долларов для строительства домов для эмигрантов из СССР.
- 1993 — подписано соглашение между Ясиром Арафатом и Ицхаком Рабином о признании Палестинской автономии.
- 1995 — после футбольного матча Лиги чемпионов «Динамо Киев» — «Панатинаикос» испанский судья Лопес Ньето[англ.] обвинил киевлян в попытке подкупа арбитров, после чего «Динамо» было отстранено от еврокубков на три года.
- 1996 — В США вышел американский фильм «Максимальный риск».
- 1997 — столкновение немецкого Ту-154 и американского C-141 над Атлантическим океаном близ юго-западного побережья Африки. Погибли 33 человека.
- 1999 — взрыв жилого дома в Москве на Каширском шоссе.
- 2000 — звание «Почётный гражданин Москвы» присвоено патриарху Московскому и Всея Руси Алексию II, композитору Александре Пахмутовой и лётчику Виталию Попкову.

### XXI век
- 2007
  - Генеральной Ассамблеей Организации Объединённых Наций принята Декларация о правах коренных народов.
  - Суд вынес свой вердикт относительно фактов шпионажа в «Формуле-1».
- 2008 — серия терактов в Дели.
- 2009 — 38 человек погибли в результате пожара в наркологическом диспансере Талдыкоргана[13].
- 2010 — катастрофа ATR 42 в Сьюдад-Гуаяне близ города Пуэрто-Ордас, погибли 15 человек, 36 ранены[14].
- 2013 — 37 человек погибли в результате пожара в психоневрологическом интернате под Новгородом.

## Родились
См. также: Категория:Родившиеся 13 сентября

### До XIX века
- 1601 — Ян Брейгель Младший (ум. 1678), нидерландский (фламандский) художник.
- 1766 — Сэмюэл Уилсон (ум. 1854), американский торговец, прообраз Дяди Сэма — национального символа Америки.
- 1775 — Лора Секорд (ум. 1868), канадская героиня англо-американской войны.

### XIX век
- 1803 — Жан Гранвиль (ум. 1847), французский рисовальщик-иллюстратор.
- 1814 — Александр Штиглиц (ум. 1884), российский банкир, промышленник и меценат.
- 1819 — Клара Шуман (ум. 1896), немецкая пианистка, композитор, музыкальный педагог, жена Роберта Шумана.
- 1836 — Валентин Амфитеатров (ум. 1908), русский православный проповедник, протоиерей.
- 1846 — Владимир Барановский (погиб в 1879), русский изобретатель, конструктор первых систем скорострельной артиллерии.
- 1851 — Уолтер Рид (ум. 1902), американский военный врач, открывший причины жёлтой лихорадки.
- 1853 — Софья Перовская (казнена в 1881), российская террористка, одна из руководителей «Народной воли».
- 1857 — Милтон Херши (ум. 1945), основатель первой в США шоколадной компании «Херши» и городка Херши в Пенсильвании.
- 1860 — Джон Першинг (ум. 1948), американский генерал, участник испано-американской и Первой мировой войн, национальный герой США.
- 1863 — Артур Хендерсон (ум. 1935), английский политик, глава Международной конференции по разоружению, лауреат Нобелевской премии мира (1934).
- 1874 — Арнольд Шёнберг (ум. 1951), австрийский композитор-модернист.
- 1876 — Шервуд Андерсон (ум. 1941), американский писатель.
- 1886 — Роберт Робинсон (ум. 1975), английский химик-органик, лауреат Нобелевской премии (1947).
- 1887 — Леопольд Ружичка (ум. 1976), швейцарский химик, лауреат Нобелевской премии (1939).
- 1894
  - Джон Бойнтон Пристли (ум. 1984), английский писатель и драматург.
  - Юлиан Тувим (ум. 1953), польский поэт и прозаик.
- 1898 — Марк Прудкин (ум. 1994), советский актёр театра и кино, народный артист СССР (фильмы «Анна Каренина», «Братья Карамазовы» и др.).
- 1899 — Корнелиу Кодряну (ум. 1938), румынский религиозный и политический деятель, правозащитник.

### XX век
- 1903 — Клодетт Кольбер (ум. 1996), американская актриса, обладательница премий «Оскар» и «Золотой глобус».
- 1916 — Роальд Даль (ум. 1990), валлийский писатель, автор сказки «Чарли и шоколадная фабрика».
- 1922 — Има Сумак (ум. 2008), перуанская певица с голосом диапазоном в пять октав.
- 1923 — Зоя Космодемьянская (казнена в 1941), советская партизанка, первая женщина, удостоенная звания Герой Советского Союза (посмертно) в годы Великой Отечественной войны.
- 1924 — Морис Жарр (ум. 2009), французский композитор, отец Жана-Мишеля Жарра.
- 1928 — Роберт Индиана (ум. 2018), американский художник, представитель движения поп-арт.
- 1929
  - Николай Гяуров (ум. 2004), болгарский оперный певец (бас), солист Большого театра и «Ла Скалы».
  - Екатерина Еланская (ум. 2013), советская и российская актриса театра и кино, режиссёр театра, народная артистка РФ.
  - Георгий Еляков (ум. 2005), советский и российский специалист в области органической химии.
- 1931 — Марджори Джексон-Нельсон, австралийская легкоатлетка, двукратная олимпийская чемпионка (1952).
- 1933 — Ариф Меликов (ум. 2019), азербайджанский композитор, народный артист СССР.
- 1934 — Тамара Милашкина, российская оперная певица (сопрано), солистка Большого театра.
- 1935 — Альберт Лиханов (ум. 2021), писатель, президент Российского детского фонда.
- 1936 — Стефано Делле Кьяйе (ум. 2019), итальянский ультраправый политик, основатель Национального авангарда.
- 1939 — Гунтис Улманис, президент Латвии (1993—1999).
- 1941
  - Тадао Андо, японский архитектор, лауреат Притцкеровской премии (1995).
  - Дэвид Клейтон-Томас, канадский гитарист, певец, композитор, бывший вокалист группы «Blood, Sweat & Tears».
- 1944 — Жаклин Биссет, английская актриса, обладательница «Золотого глобуса».
- 1946 — Генри Купрашвили, грузинский пловец, основатель школы грузинского плавания.
- 1951 — Александр Розенбаум, певец-бард, поэт, композитор, актёр, народный артист России.
- 1955 — Татьяна Миткова, диктор российского телевидения, главный редактор телеканала НТВ.
- 1958 — Олег Кваша, российский музыкант и композитор, автор популярных песен.
- 1960 — Артём Боровик (погиб в 2000), советский и российский журналист, ведущий, медиаменджер.
- 1961 — Дэйв Мастейн, американский гитарист, вокалист, автор песен, лидер трэш-метал-группы «Megadeth».
- 1964 — Илья Сегалович (ум. 2013), один из основателей поисковой системы «Яндекс».
- 1966 — Игорь Кравчук, советский и российский хоккеист, двукратный олимпийский чемпион, чемпион мира и Европы.
- 1967 — Майкл Джонсон, американский легкоатлет, спринтер, 4-кратный олимпийский чемпион, 8-кратный чемпион мира.
- 1968 — Эмма Виклунд (урожд. Эмма Шёберг), шведская фотомодель и киноактриса.
- 1969 — Даниэль Фонсека, уругвайский футболист.
- 1971 — Горан Иванишевич, хорватский теннисист, победитель Уимблдонского турнира 2001 года, бывшая вторая ракетка мира.
- 1973 — Фабио Каннаваро, итальянский футболист, чемпион мира (2006), лучший футболист мира 2006 года.
- 1976
  - Пума Свид, шведская порноактриса.
  - Жозе Теодор, канадский хоккеист, вратарь.
- 1977 — Ираклий Пирцхалава, российский певец и радиоведущий грузинского происхождения.
- 1979
  - Линда Груббен, норвежская биатлонистка, двукратная чемпионка мира.
  - Каталина Крус, американская киноактриса и модель.
  - Иван Милькович, сербский волейболист.
- 1988 — Юрий Подладчиков, швейцарский сноубордист, олимпийский чемпион и чемпион мира в хафпайпе.
- 1989 — Томас Мюллер, немецкий футболист, чемпион мира (2014).
- 1990 — Джейми Андерсон, американская сноубордистка, двукратная олимпийская чемпионка в слоупстайле (2014 и 2018)
- 1991 — Ксения Афанасьева, российская гимнастка, двукратная чемпионка мира.
- 1993 — Элис Мертон, немецкая певица, поэт-песенник.
- 1994 — Киран Бадлу, нидерландский яхтсмен-виндсерфер, олимпийский чемпион (2020).
- 1995 — Йерри Тольбринг, шведский гандболист.
- 1996
  - Адриан Кемпе, шведский хоккеист.
  - Лили Рейнхарт, американская актриса.

## Скончались
См. также: Категория:Умершие 13 сентября

### До XIX века
- 81 — Тит Флавий Веспасиан (р. 39), римский император (79—81), из династии Флавиев.
- 1171 — Аль-Адид Лидиниллах (р. 1149), последний халиф Фатимидского халифата
- 1506 — Андреа Мантенья (р. ок. 1431), итальянский художник.
- 1592 — Мишель де Монтень (р. 1533), французский писатель и философ.
- 1598 — Филипп II Габсбург (р. 1527), король Испании (с 1556) и Португалии (с 1580).
- 1624 — убита Кетеван (р. 1565), царица восточногрузинского царства Кахетия, великомученица.
- 1657 — Якоб ван Кампен (р. 1596), художник и архитектор, крупнейший представитель голландского классицизма.
- 1785 — Иоахим Ибарра (р. 1726), испанский книгопечатник.

### XIX век
- 1804 — Семён Щедрин (р. 1745), русский живописец-пейзажист, академик.
- 1847 — Никола Шарль Удино (р. 1767), французский военный деятель, маршал Империи.
- 1859 — Фаддей Булгарин (р. 1789), русский писатель, журналист, критик, издатель.
- 1872 — Людвиг Фейербах (р. 1804), немецкий философ-материалист.
- 1877 — Мария Анна (р. 1805), принцесса Баварская, дочь короля Баварии Максимилиана I, в замужестве — королева-консорт Саксонии.
- 1894 — Эмманюэль Шабрие (р. 1841), французский композитор.

### XX век
- 1918 — Павел Безобразов (р. 1859), русский историк, учёный-византинист, публицист, прозаик, переводчик.
- 1921 — Альфред Грандидье (р. 1836), французский путешественник и натуралист, член Парижской академии наук.
- 1943 — Борис Блинов (р. 1909), актёр театра и кино, заслуженный артист РСФСР.
- 1946 — Евгений Лансере (р. 1875), советский и российский график и живописец, народный художник РСФСР.
- 1948 — Пауль Вегенер (р. 1874), немецкий актёр театра и кино, кинорежиссёр.
- 1949 — Август Крог (р. 1874), датский физиолог, лауреат Нобелевской премии (1920).
- 1977
  - Станислав Калесник (р. 1901), советский учёный-географ, профессор, академик АН СССР.
  - Леопольд Стоковский (р. 1882), американский дирижёр, основатель Американского симфонического оркестра.
- 1985 — Дэйн Радьяр (р. 1895), франко-американский композитор, художник, поэт, философ и астролог.
- 1987 — Мервин Лерой (р. 1900), американский кинорежиссёр, продюсер, актёр.
- 1991 — Барух Ашлаг (р. 1907), польский и израильский каббалист.
- 1992 — Евгений Зайцев (р. 1908), народный художник БССР, член-корреспондент Академии художеств СССР.
- 1996 — Тупак Шакур (при рожд. Лесэйн Пэриш Крукс; 1971), американский музыкант, хип-хоп-исполнитель, актёр, продюсер.

### XXI век
- 2002 — Александр Казанцев (р. 1906), советский и российский писатель-фантаст.
- 2003 — Нинель Мышкова (р. 1926), актриса театра и кино, заслуженная артистка РСФСР.
- 2014 — Ольга Кознова (р. 1926), театральная актриса, телережиссёр, сценарист, заслуженная артистка РСФСР.
- 2022 — Жан-Люк Годар (р. 1930), франко-швейцарский кинорежиссёр, кинокритик, актёр, сценарист, монтажёр и кинопродюсер.

## Приметы
- На Куприяна начинали убирать корнеплоды: морковь, свеклу, копать картофель.
- Всяк корешок в своей поре.
- Картошка — хлебу присошка.
- С этого дня улетают журавли.